# Przedstawicielstwo Komisji Europejskiej w Polsce
Przedstawicielstwo Komisji Europejskiej w Polsce (ang. The European Commission Representation in Poland) – placówka dyplomatyczna Komisji Europejskiej znajdująca się przy ul. Jasnej 14a/16 w Warszawie.

## Podział organizacyjny
- Wydział Polityczny
- Wydział Prasy
- Wydział Informacji i Komunikacji Społecznej
  - Punkt Informacyjny UE
- Wydział Systemów Informatycznych
- Wydział Administracji
- Przedstawicielstwo Regionalne Komisji Europejskiej we Wrocławiu (ul. Widok 10)

## Siedziba
Stosunki z ówczesną Wspólnotą Europejską Polska nawiązała w 1988. Jej przedstawicielstwo (Delegation of the European Union to Poland) mieściło się przy ul. Koszykowej 63 (1991), w pałacu Pod Karczochem w Warszawie w Al. Ujazdowskich 14 (1992–2002), następnie w Warszawskim Centrum Finansowym przy ul. Emilii Plater 53 (2003), a od 2004 w Centrum Jasna przy ul. Jasnej 14/16a. 
Przedstawicielstwo posiada także biuro regionalne przy ul. Widok 10 we Wrocławiu.

## Dyrektorzy
- Róża Thun (2005–2009)
- Marie-Therese Duffy-Haeusler (p.o., 2009–2010)
- Ewa Synowiec (2010–2015)
- Marzenna Guz-Vetter (p.o., 2015–2016)
- Marek Prawda (2016–2021)
- Witold Naturski (p.o., 2021–2022)
- Marzenna Guz-Vetter (p.o., 2022–2023)
- Bartłomiej Balcerzyk (2023–2024)
- Katarzyna Smyk (od 2024)